# St. Lukas (Fleringen)

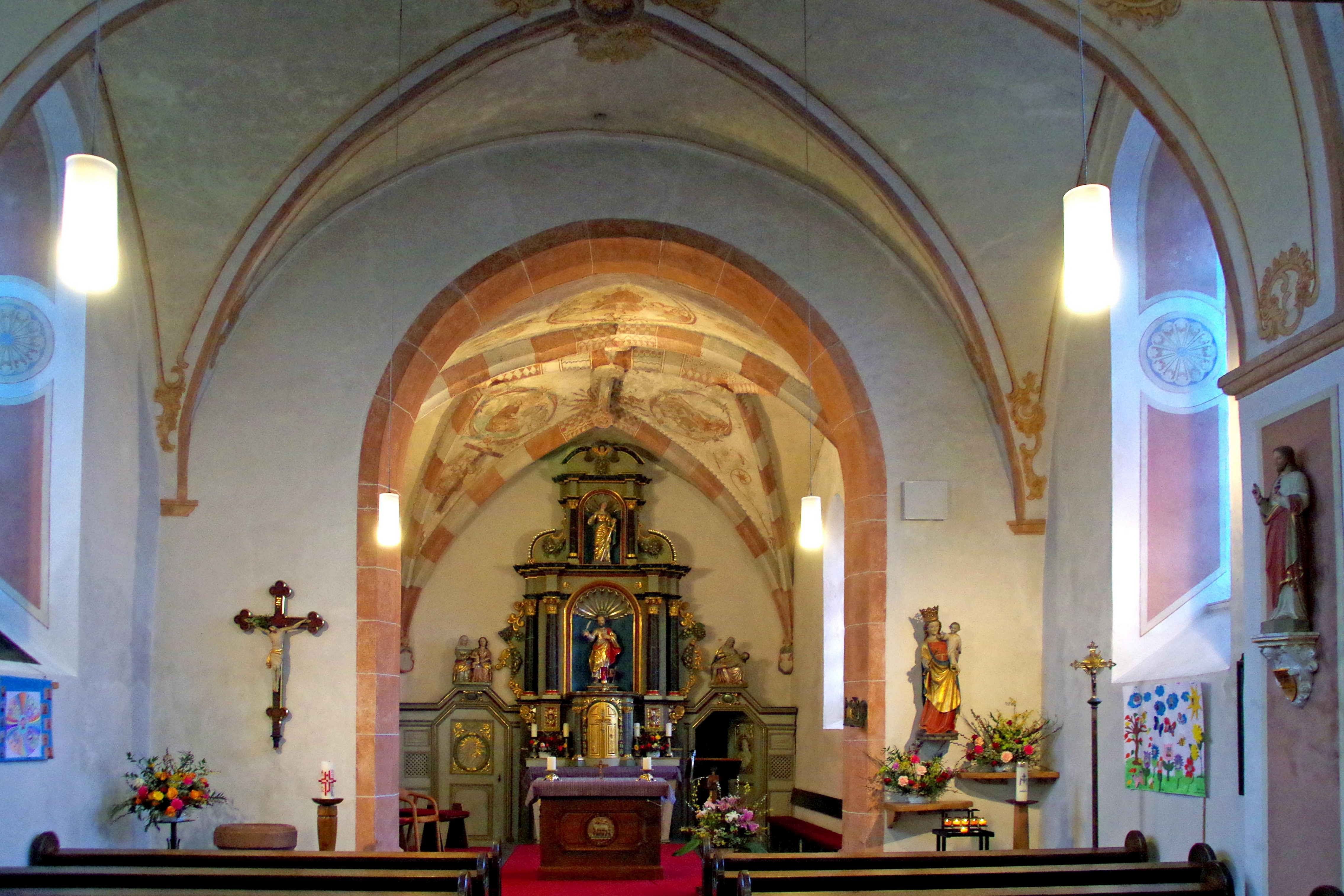
Innenraum

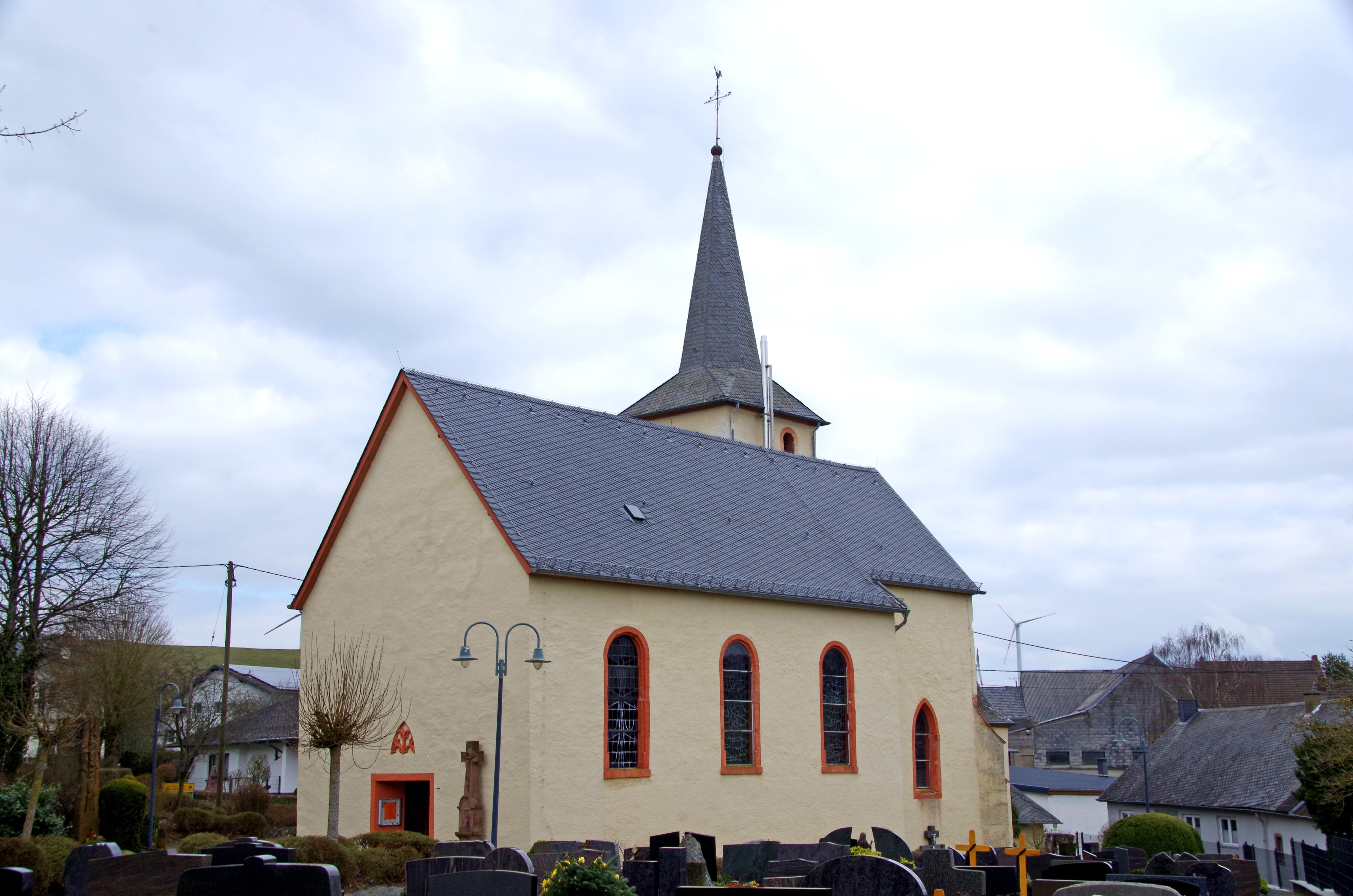
St. Lukas, Südwestansicht

Die Kirche St. Lukas ist die römisch-katholische Pfarrkirche der Ortsgemeinde Fleringen im Eifelkreis Bitburg-Prüm (Rheinland-Pfalz). 

## Geschichte
Die Fleringer Kirche wurde im Jahr 1330 das erste Mal urkundlich erwähnt. Glockenturm und Rechteckchor stellen den ältesten Teil dar und stammen aus der zweiten Hälfte des 15. Jahrhunderts, oder aus der ersten Hälfte des 16. Jahrhunderts. Erbaut wurden sie im Baustil der Spätgotik. In einem Visitationsbericht von 1570 nennt man den Zustand des Kirchengebäudes ruinös und fordert den Neubau eines Kirchenschiffes. Aber erst im Jahr 1683 wurde ein neues, dreijochiges Langhaus unter Beibehaltung von Turm und Chor errichtet. Die Sakristei wurde im 17. oder 18. Jahrhundert angebaut.

## Ausstattung
Von der Ausstattung ist der barocke Hochaltar aus dem Jahr 1663 von Meister Johann Molitor aus Prüm zu erwähnen. Über dem Tabernakel steht in einer Muschelnische eine Holzfigur des hl. Lukas und darüber in einer kleinen Nische die hl. Katharina. Die Seitenteile des Altars tragen über den Türen zur Sakristei rechts eine Pietà und links Mutter Anna mit Maria und dem Kind. Rechts neben dem Triumphbogen, der den Chorraum abschließt, fällt vor hellem Hintergrund die Muttergottesfigur mit Kind auf, eine alte, rheinische Arbeit. Sehenswert ist auch das spätgotische Sterngewölbe im Chor.

In den Jahren 1973/74 wurde das Innere der Kirche renoviert. Zum Teil schadhafte Holzteile wie Kanzel, Beichtstuhl, Seitenaltar und Holzverkleidung wurden entfernt. Im Chorraum entdeckte man alte Deckengemälde, die fachmännisch restauriert wurden. Sie stellen Christus als Richter der Welt dar, umgeben von vier Evangelisten. Das Prümer Heimatmuseum zeigt als Leihgabe ein altes Fleringer Messgewand, eine kostbare Seidenstickerei, genannt „Kölner Borte“, die vermutlich aus dem Jahr 1421 stammt.

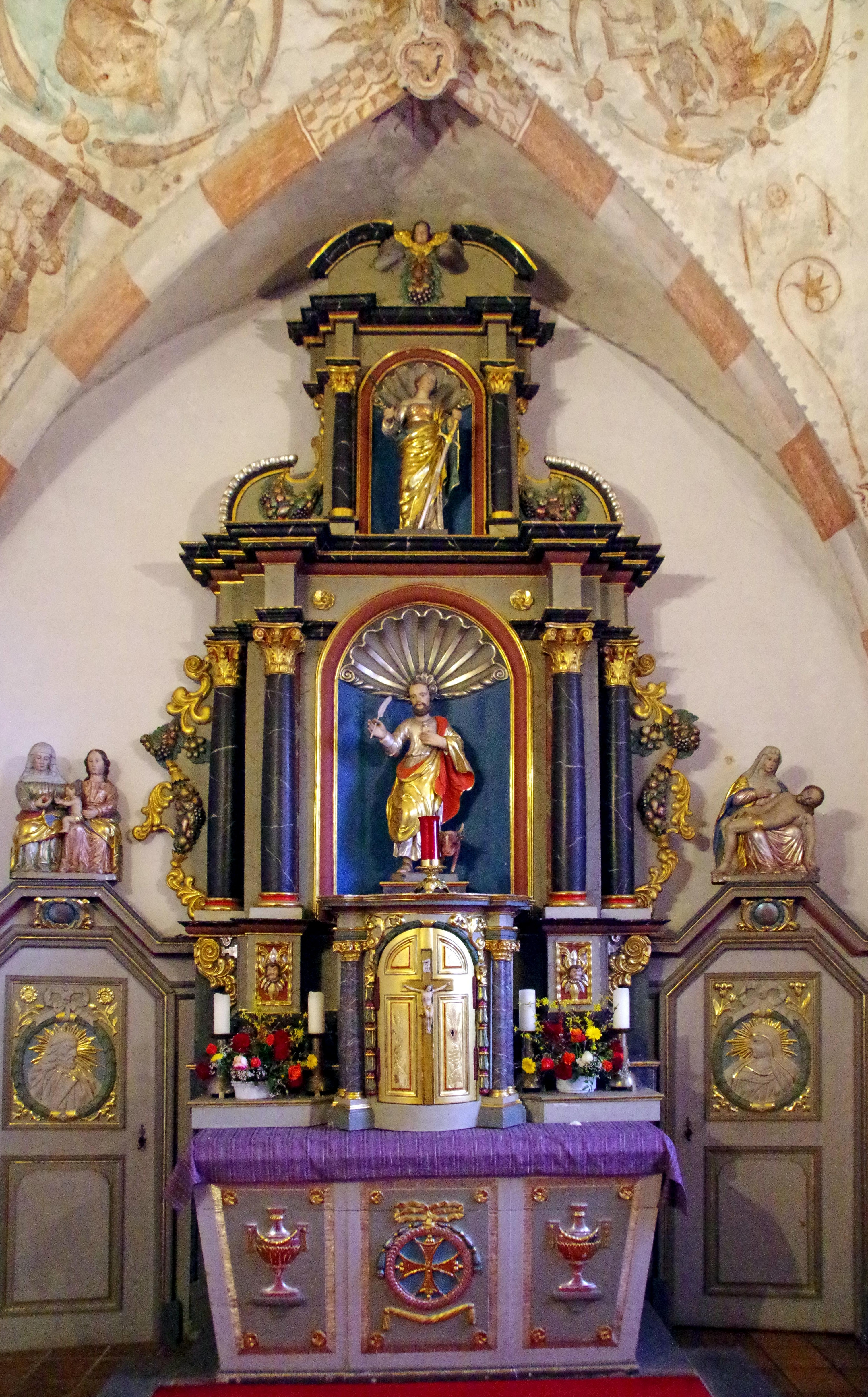
Hochaltar (1663)
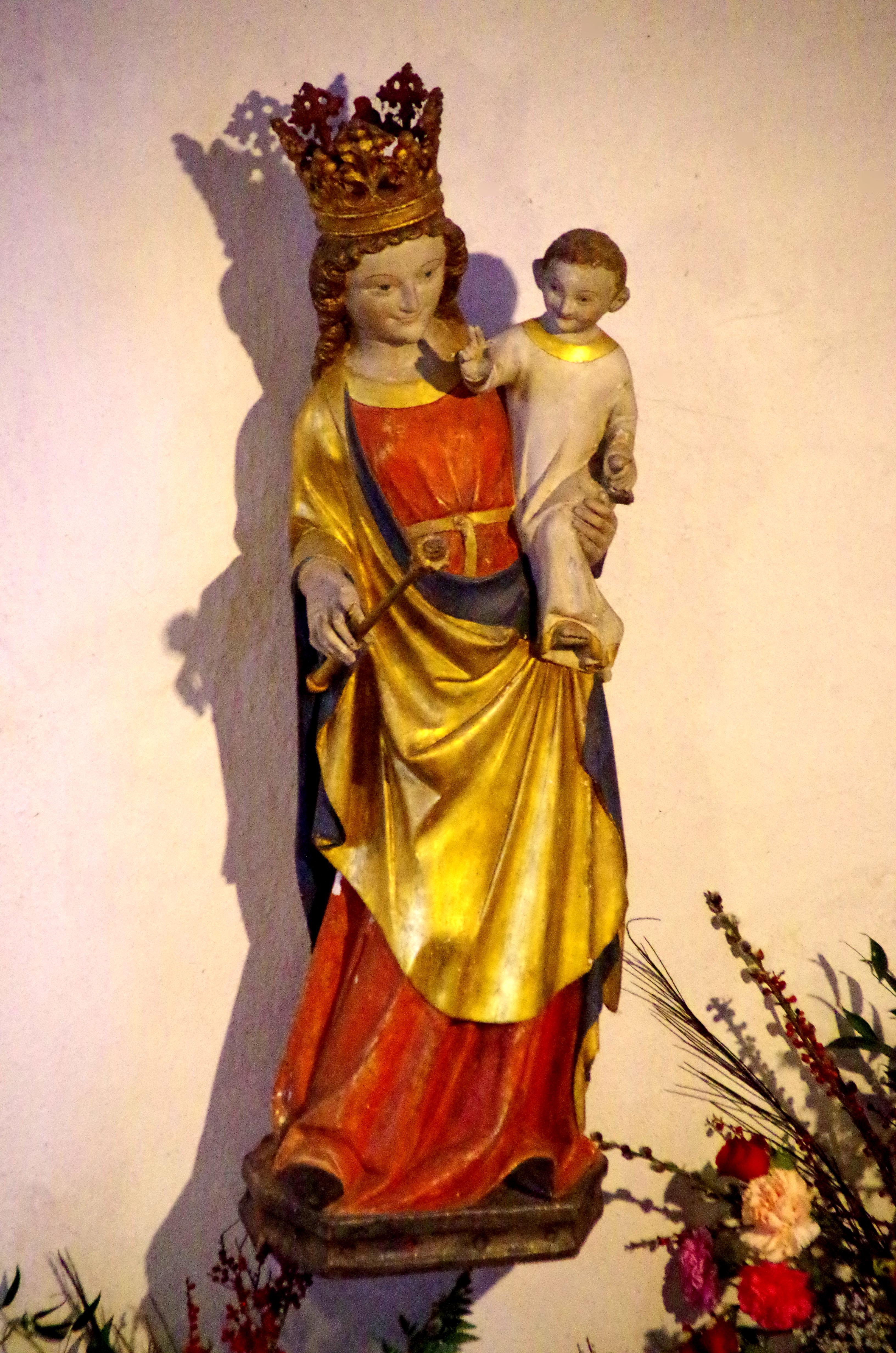
Maria (14. Jh.)
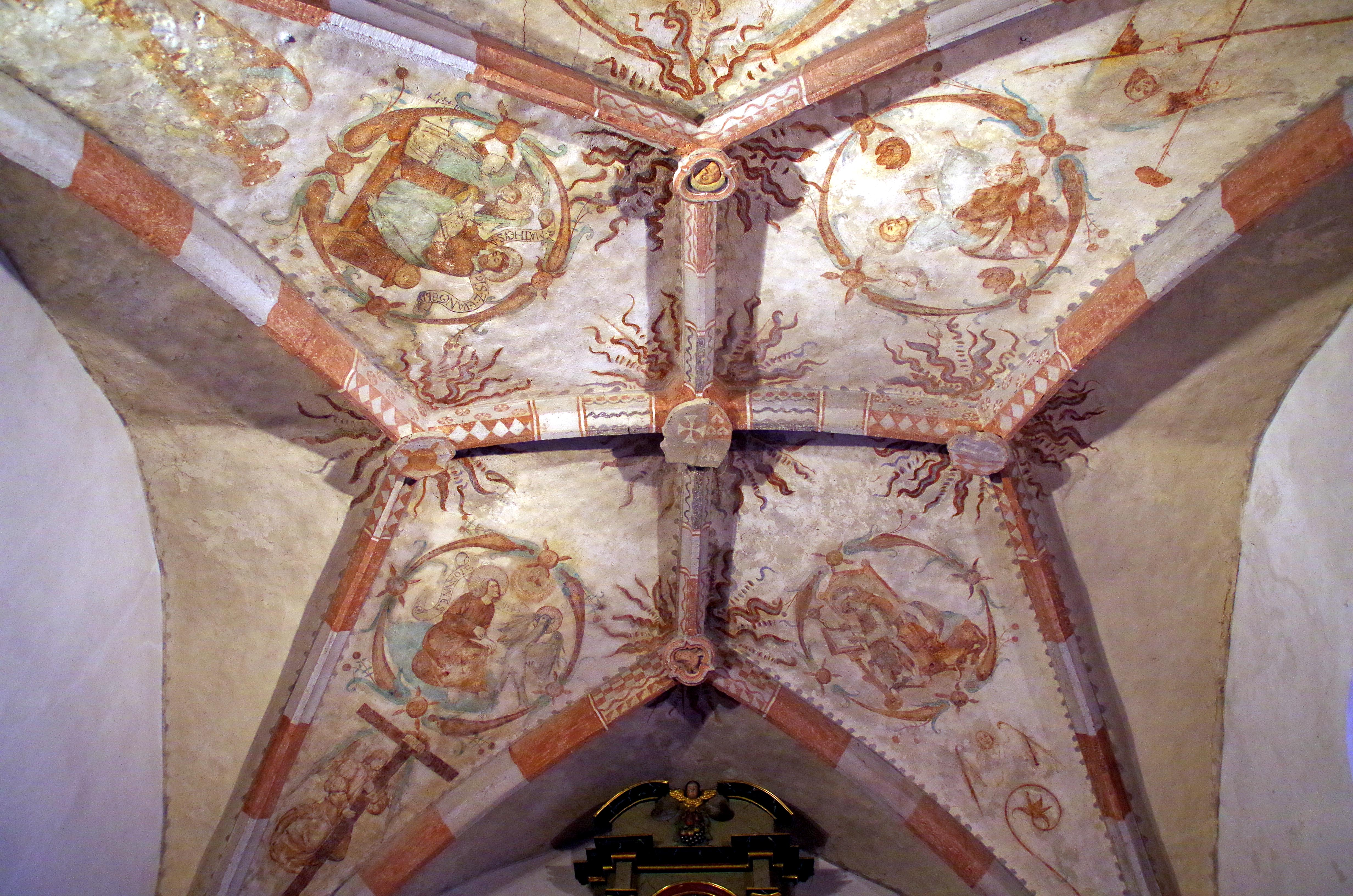
Chor, Sternrippengewölbe
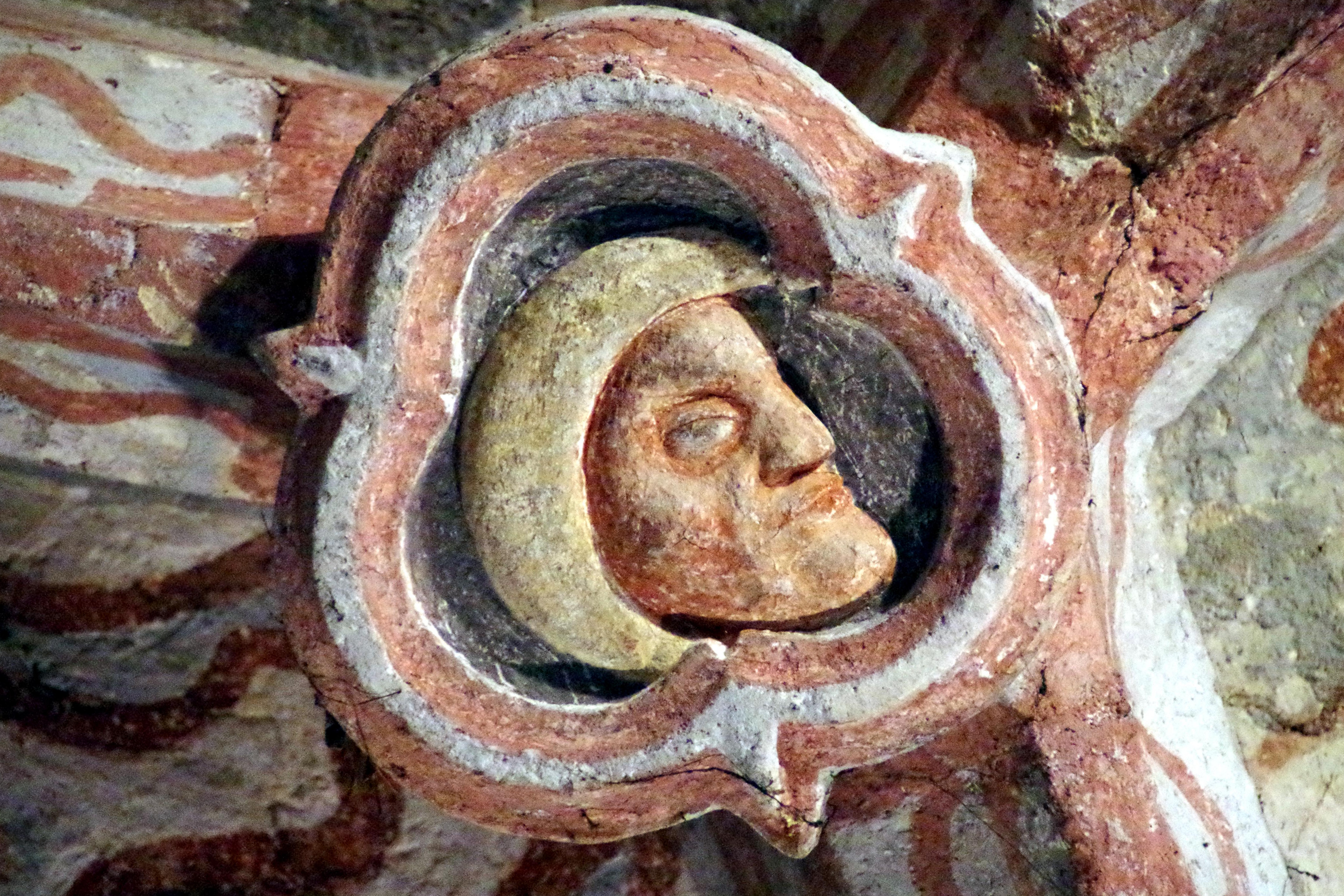
Schlussstein
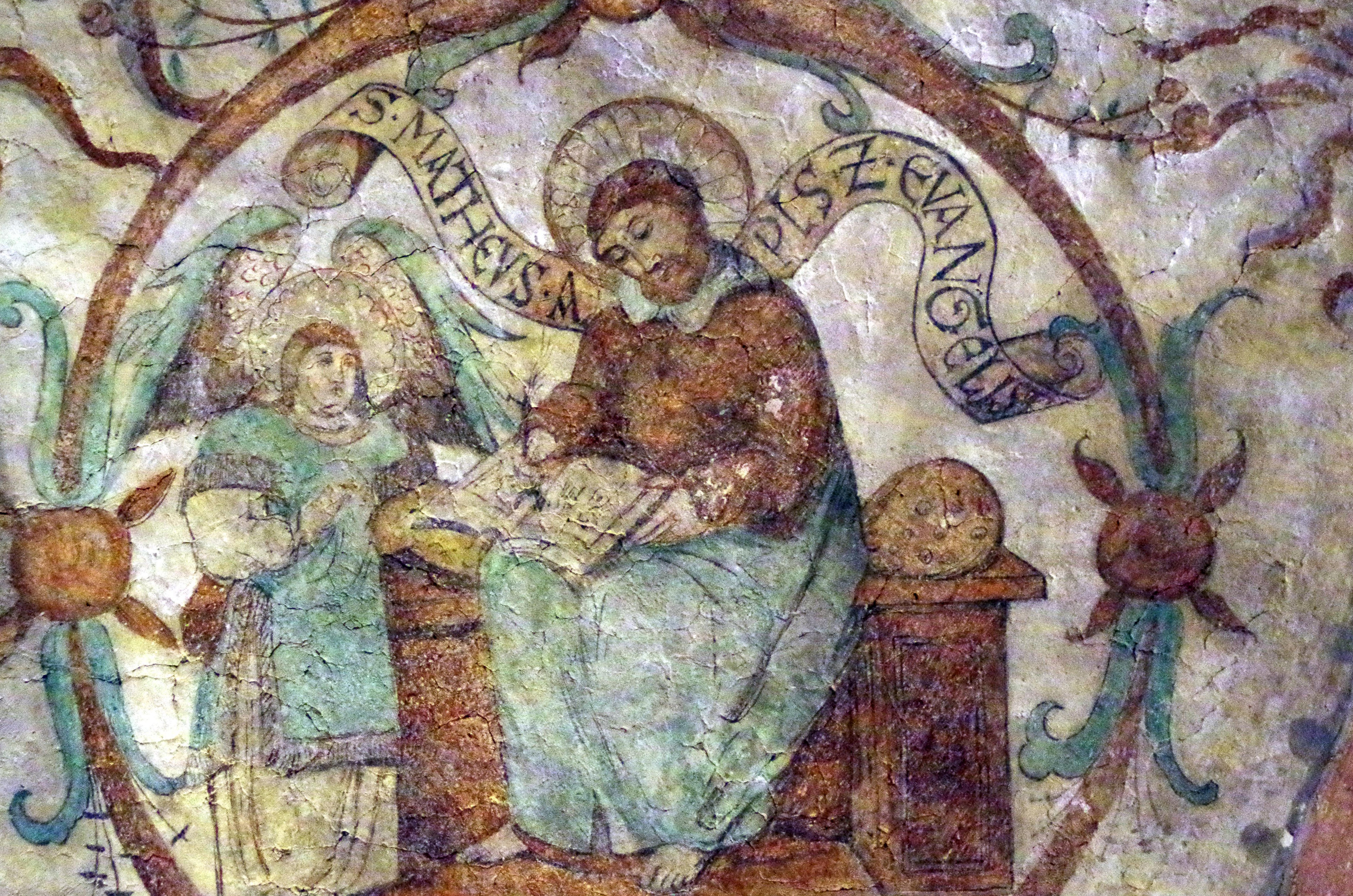
Deckenmalerei
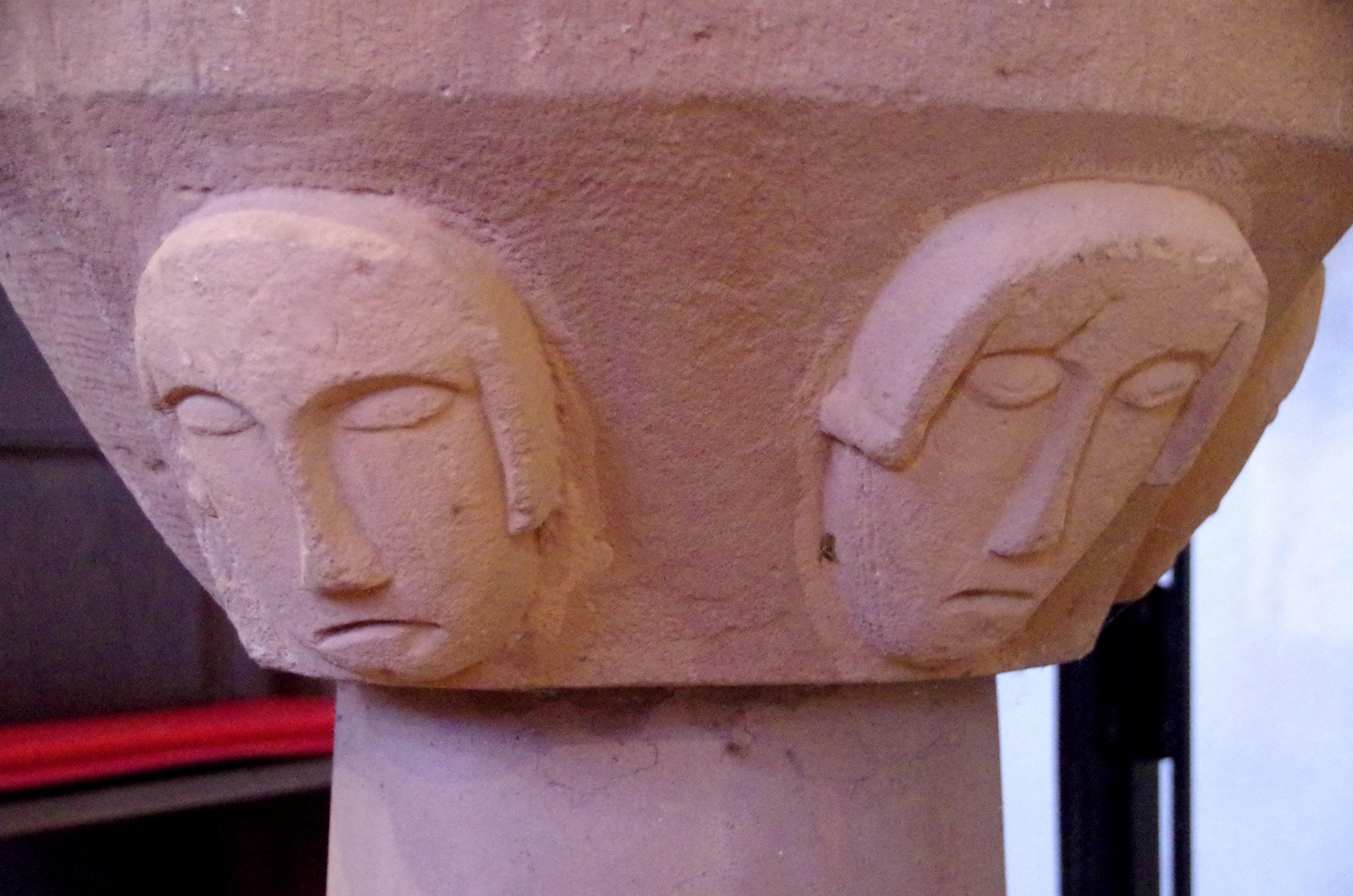
Alter Taufstein
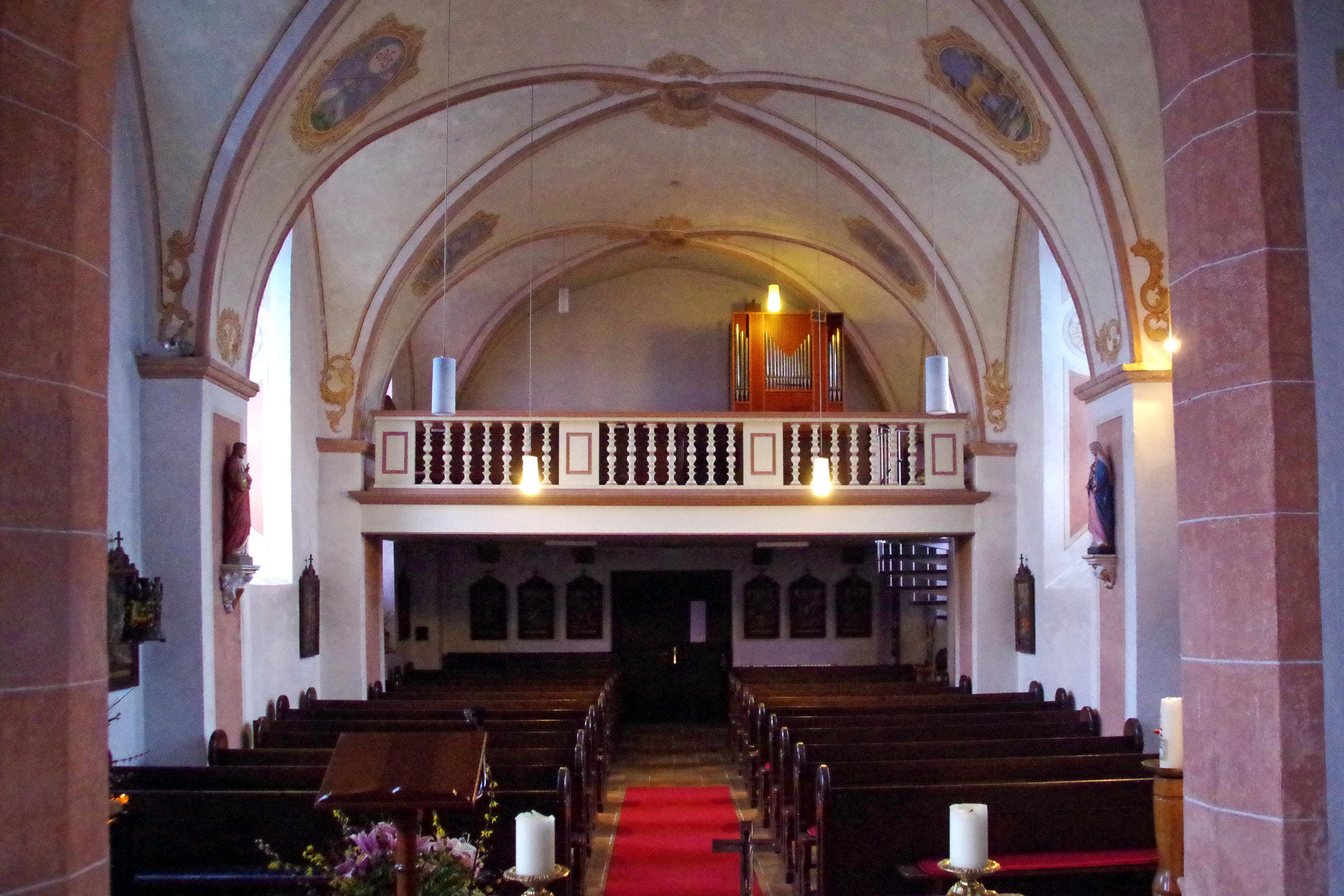
Orgelempore

## Glocke
Einem Buch aus dem Jahr 1922 ist zu entnehmen, dass sich in Fleringen eine der ältesten Glocken der Region befindet. Es handelt sich um die mittlere Glocke, die ein unkenntliches Wappen um 1400 und dazu die Inschrift „Neu restauriert 1956“ trägt. So ist anzunehmen, dass es sich noch um diese alte Glocke handelt.